# Edmond Jacquelin
Edmond Jacquelin (30 de setembro de 1875 – 29 de junho de 1928) foi um ciclista de pista francês. Venceu o  Campeonato do Mundo de Velocidade (sprint) de 1900, em Paris.
Edmond era padeiro. Durante a Primeira Guerra Mundial, serviu como motorista de automóvel. Depois da guerra, construiu uma pista em miniatura, em terra batida, na Ilha do Amor em Puteaux e descobriu jovens talentos como Alfred Letourneur.
Morre no hospital de Beaujon. Está enterrado no Cemitério de Paris de Bagneux. A sua sepultura está na 34ª Divisão, linha 2, sepultura nº 9.

## Palmarés
- 1895
  - GP de Milão de velocidade
  - GP de Madagascar de velocidade
- 1896
  -  Campeão de França de velocidade
  - GP de Anvers de velocidade
  - GP de Viena de velocidade
  - GP de Esperança de velocidade
  - GP da Finança (com Ludovic Morin)
  - 3º no campeonato do mundo de velocidade

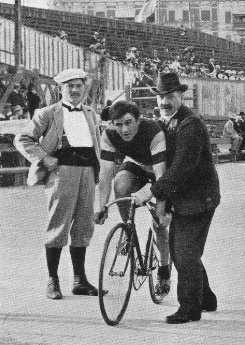
Edmond Jacquelin em 1903.

- 1897
  - GP de Esperança de velocidade
- 1898
  - GP de Turim de velocidade
  - GP da Páscoa de velocidade
  - 3º no campeonato do mundo de velocidade

- 1899
  - GP de Berlim de velocidade
- 1900
  -  Campeão do mundo de velocidade
  -  Campeão de França de velocidade
  - GP de Paris de velocidade
  - GP da Alemanha de velocidade
  - GP de Lille de velocidade
  - GP de Nantes de velocidade
  - GP de Roubaix de velocidade
  - GP de Senlis de velocidade
  - GP de Esperança de velocidade
  - 1º na Corrida das Nações da Exposição Universal de Paris (a França termina em 2º (na prova de 1500m, com Paul Bourrillon (4º) e J-B Louvet (6º)), atrás da equipa da América)
  - 3º na corrida dos profissionais de 2000m, na exposição universal
  - 2º no Campeonato do mundo de tandem (com Louvet)
- 1901
  - GP de Anvers de velocidade
  - GP de Reims de velocidade
  - GP da Europa de velocidade
  - GP de Nantes de velocidade
  - GP de Pentecostes de velocidade
  - 2º no Campeonato do mundo de velocidade
  - Na altura da tournée europeia de Major Taylor quando conquistou o campeonato do mundo profissional de velocidade em Montréal em 1899 e fez figura, de 1899 a 1904, de ciclista de pista mais rápido do mundo, Jacquelin ganha uma primeira vez, a 16 de maio 1901, em Paris, no Parc des Princes, por uma meia-roda. Perde a desforra na semana seguinte com vários comprimentos de avanço[4].

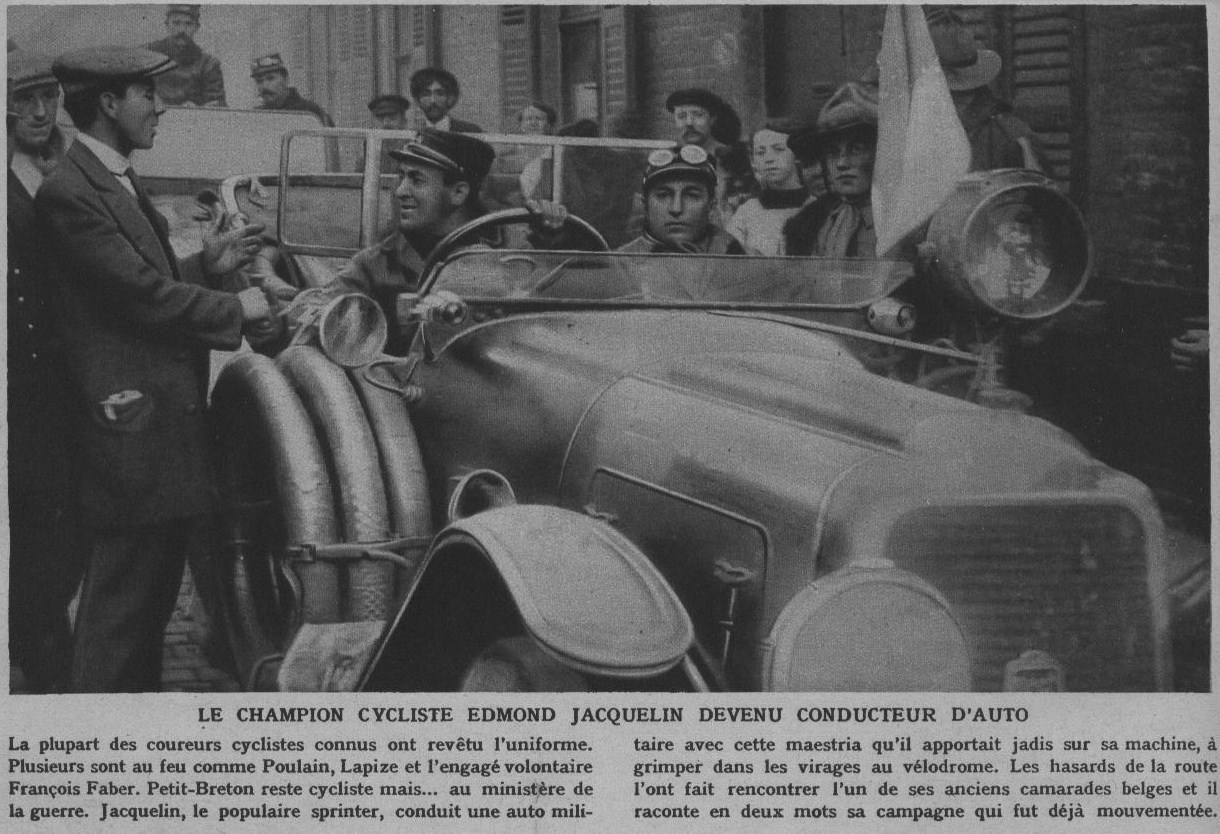
Condutor de automóvel em 1914.

- 1902
  -  Campeão de França de velocidade
  - GP de Nantes de velocidade
  - GP da Páscoa de velocidade
- 1904
  - GP de França de velocidade
  - GP da Páscoa de velocidade